# U-Bahn-Station Gumpendorfer Straße
Die Station Gumpendorfer Straße der Linie U6 der Wiener U-Bahn ist ein denkmalgeschützter U-Bahnhof, das Aufnahmsgebäude hat die Anschrift Mariahilfer Gürtel 2.

## Lage und Umgebung
Sie befindet sich im 6. Wiener Gemeindebezirk Mariahilf, an der Grenze zum 15. Bezirk. Es handelt sich aufgrund des dortigen Verlaufs des Gürtels um eine der wenigen Stationen im Wiener U-Bahn-Netz mit „gekrümmten“ Bahnsteigen. Auch das Gebäude selbst ist entsprechend „gekurvt“ ausgeführt, seine vergleichsweise geringe Höhe ergibt sich aus der Lage des angrenzenden Stadtbahnviadukts. Namensgeber ist die 1862 benannte Gumpendorfer Straße, die an die frühere Vorstadt Gumpendorf erinnert. 
Die Anlagen erstrecken sich zwischen Höhe der Gebrüder-Lang-Gasse und der Sechshauser Straße im 15. Bezirk. Betreten wird das Stationsgebäude ost- wie westseitig durch die typischen grünlackierten Schwingtüren. Von der Aufnahmehalle führen Stiegenanlagen zu den Bahnsteigen. Die Station verfügt über Aufzugsanlagen samt Rampen zur Überwindung der äußeren Stufenanlagen.
Die Ausgänge führen auf den äußeren und inneren Mariahilfer Gürtel. Dort besteht die Möglichkeit, zu den Straßenbahnlinien 6 in Richtung Zentralfriedhof und 18 in Richtung Schlachthausgasse beziehungsweise Stadthalle (beide) umzusteigen. Unter der Brücke südlich des Stationsgebäudes befindet sich die Haltestelle der Autobuslinie 57A in Richtung Anschützgasse bzw. Burgring. Die Station Gumpendorfer Straße gilt als ein Brennpunkt der Drogenszene. In der Nähe befinden sich das Haus der Aidshilfe Wien, das Arik-Brauer-Haus sowie das Raimundtheater, das auch in der Stationsansage im Zug ausgerufen wird.

## Geschichte

Dampfstadtbahn im Linksverkehr, um 1910

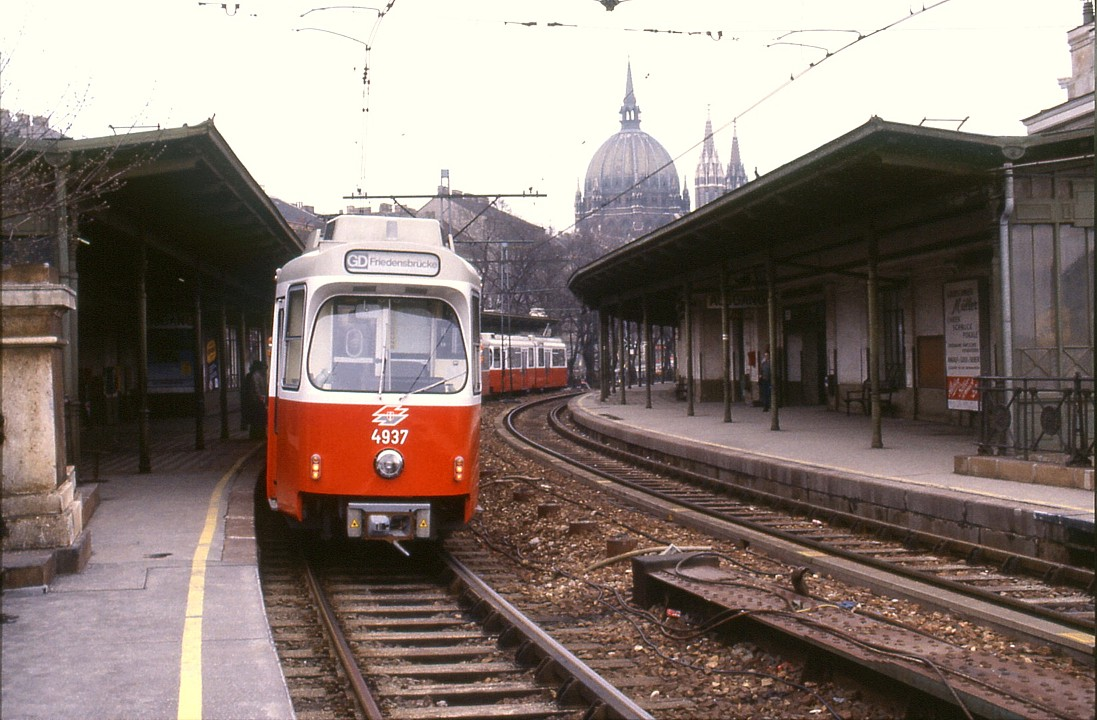
Ein E_{6}/c_{6}-Zug der elektrischen Stadtbahn im Linksverkehr, 1985

Errichtet wurde die Station an der Gürtellinie der Wiener Dampfstadtbahn, wie die anderen Stationen am Gürtel wurde sie an Stelle eines Stadttors des ehemaligen Linienwalls gebaut. In den frühen Planungen wurde sie daher teilweise noch als Gumpendorf oder Gumpendorfer Linie bezeichnet, bevor sie letztlich den bis heute gebräuchlichen Namen bekam. Wie die übrigen Stadtbahnanlagen wurde auch die Station Gumpendorfer Straße von Otto Wagner im Auftrag der Commission für Verkehrsanlagen in Wien gestaltet. Die bauliche Fertigstellung erfolgte im Juli 1896, die Inbetriebnahme am 1. Juni 1898. Ab 1925 bediente ersatzweise die neue Wiener Elektrische Stadtbahn die Station, 1989 übernahm die U6 diese Funktion. Bemerkenswert ist der ornamentale Schmuck der Fassaden, der auf Wagners Schüler und Mitarbeiter Jože Plečnik zurückgeht.
Während der nach der Übernahme der Stadtbahnstrecken durch die Stadt Wien von den Österreichischen Bundesbahnen erfolgten Elektrifizierung wurde etwas nördlich der Station die Abzweigstelle Gumpendorfer Straße eingerichtet. Von dieser aus führten Verbindungsgleise zum Wiener Straßenbahnnetz, die ab 1925 von der Mischbetriebslinie 18G benutzt wurden. Sie wechselte dort – von Heiligenstadt kommend – in das Straßenbahnnetz über und fuhr weiter zum Süd- und Ostbahnhof beziehungsweise von dort wieder zurück. Die nach dem Anschluss Österreichs von 1938 erfolgte Umstellung auf Rechtsverkehr, der von der Stadtbahn nicht vollzogen wurde, erforderte Umbauten an den Straßenbahngleisen im Bereich Gumpendorfer Straße, um den Seitenwechsel vollziehen zu können. Fahrplanmäßig wurde dieser Übergang das letzte Mal am 19. Februar 1945 genutzt, danach nur noch gelegentlich von Bauzügen. Am 2. August 1965 wurde das Stellwerk, das für den Betrieb der Gleisverbindung notwendig war, geschlossen. Kurz danach wurde diese Anlage abgebaut, nur am äußeren Mariahilfer Gürtel blieben bauliche Reste erhalten, die heute als Abstellfläche genutzt werden.
Bei der Stadtbahnstation Hietzing war ein solcher Gleisübergang ebenfalls geplant, wurde aber nie verwirklicht. Bei der Station Michelbeuern bestand ebenfalls ein Übergangsgleis, das fahrplanmäßig aber nur für eine Umkehrschleife mit einer eigenen Station genutzt wurde.
Zwischen dem 15. April 1985 und 7. Oktober 1989 war Gumpendorfer Straße die südliche Endstation der Linien G und GD, da ab der Wientalbrücke die zur Station Meidling Hauptstraße führende Rampe abgebrochen und anschließend bis zur näher gelegenen neuen Station Längenfeldgasse neu errichtet werden musste. In dieser Zeit wurde nur das östliche Gleis benutzt, auf dem die Züge wendeten. Der westliche Bahnsteig wurde mit Holzbrettern provisorisch verbreitert, sodass auf beiden Seiten der Züge aus- und eingestiegen werden konnte.
In den Jahren 2006 und 2007 erfolgte eine Generalsanierung des Gebäudes, bei welcher auch auf Barrierefreiheit Bedacht genommen wurde. Der bis dahin bestehende Durchgang außerhalb der Station wurde gesperrt, der davorstehende Kiosk abgebaut.

## Galerie

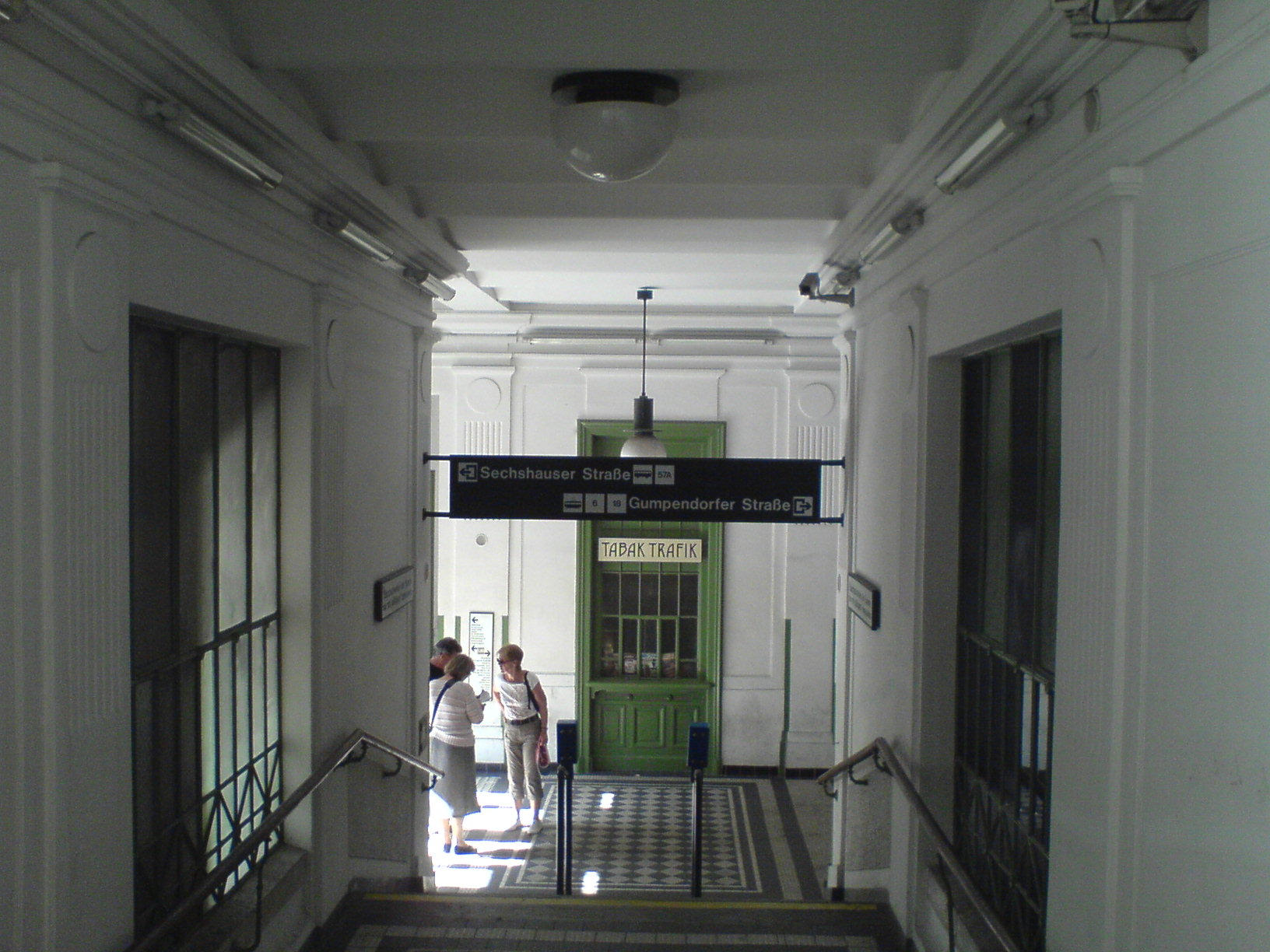
Treppenanlagen
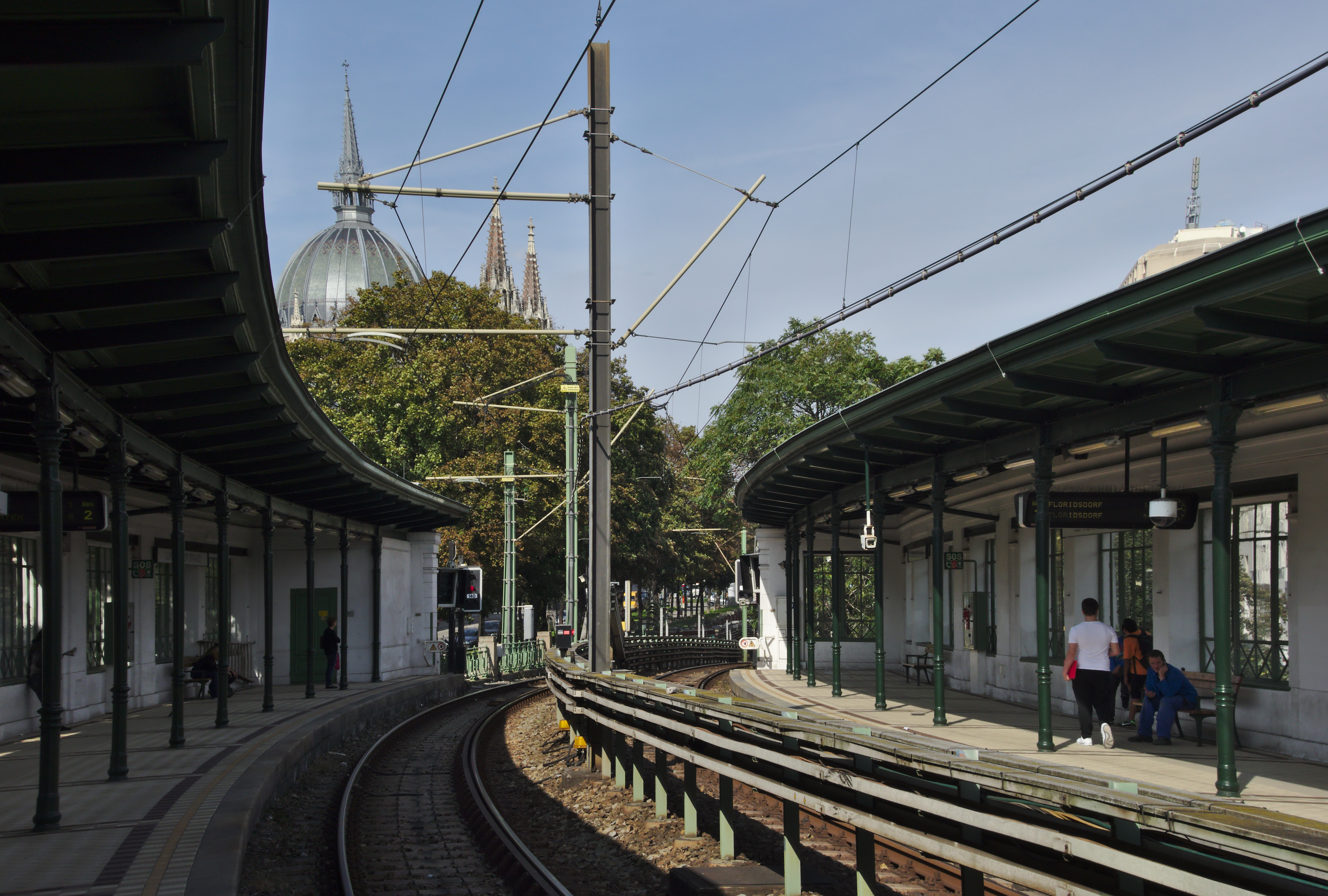
Bahnsteige mit der Kuppel der Pfarrkirche Maria vom Siege im Hintergrund